# Мамбрільяс-де-Лара
Мамбрільяс-де-Лара (ісп. Mambrillas de Lara) — муніципалітет в Іспанії, у складі автономної спільноти Кастилія-і-Леон, у провінції Бургос. Населення — 53 особи (2010).
Муніципалітет розташований на відстані близько 190 км на північ від Мадрида, 32 км на південний схід від Бургоса.
На території муніципалітету розташовані такі населені пункти: (дані про населення за 2010 рік)
- Кубільєхо: 7 осіб
- Мамбрільяс-де-Лара: 26 осіб
- Кінтанілья-де-лас-Віньяс: 20 осіб

## Демографія
Динаміка населення (INE ):